# Pelegrins (pel·lícula)
Pelegrins (títol original: Saint-Jacques… La Mecque) és una pel·lícula francesa dirigida per Coline Serreau el 2005. A Coline Serrau se la recordarà sempre per aquella comèdia de tant èxit internacional titulada Tres solters i un biberó (1985), que posteriorment va tenir una versió nord-americana. Ara ofereix una altra comèdia, centrada en un grup de persones que comparteixen caminada com a pelegrins. Ha estat doblada al català.

## Argument
Quan mor la seva mare, dos germans i una germana s'assabenten que no tocaran la seva herència si no s'hi fan conjuntament, a peu, la marxa des de Lo Puèi de Velai / Le Puy-en-Velay a Santiago de Compostel·la. Però es detesten tant com detesten la marxa.
Es posen tanmateix en ruta, moguts per l'esquer del guany. Es reuneixen amb el seu guia a Puy i descobreixen que caminaran amb un grup d'altres sis persones, entre els quals un jove d'origen magribí que fa creure al seu cosí una mica ingenu que el porta a La Meca, mentre que persegueix una jove peregrina, l'amor de la seva vida.

## Repartiment
- Muriel Robin: Clara
- Artus de Penguern: Pierre
- Jean-Pierre Darroussin: Claude
- Pascal Légitimus: Guy
- Marie Bunel: Mathilde
- Marie Kremer: Camille
- Flore Vannier-Moreau: Elsa
- Aymen Saïdi: Ramzi
- Nicolas Cazalé: Saïd
- Hélène Vincent: la mare superiora
- Michel Lagueyrie: El capellà del presbiteri
- Stéphane De Groodt: El capellà de Navarrenx
- Rodolfo De Souza: El capellà de Roncesvalls
- Laurent Stocker: el directiu de France Télécom

## Nominacions
- César 2006 per la millor esperança masculina per Aymen Saïdi[4]